# Orthaga achatina
Orthaga achatina är en fjärilsart som beskrevs av Butler. Orthaga achatina ingår i släktet Orthaga och familjen mott. Inga underarter finns listade i Catalogue of Life.